# 교황 알렉산데르 4세
교황 알렉산데르 4세(라틴어: Alexander PP. IV, 이탈리아어: Papa Alessandro IV)는 제181대 교황(재위: 1254년 12월 12일 - 1261년 5월 25일)이다. 본명은 리날도 디 옌네(이탈리아어: Rinaldo di Jenne)이다.
오늘날 로마 현에 속한 옌네에서 태어났으며, 그의 어머니는 교황 인노첸시오 3세와 교황 그레고리오 9세 등 교황을 두 명이나 배출한 콘디 디 세니 가문의 여식이다. 외삼촌인 교황 그레고리오 9세에 의해 1227년 부제급 추기경과 프란치스코회의 후견인으로 지명되었으며, 1227년에는 교황 궁무처장에 임명되어 1231년까지 재직했으며, 1231년(또는 1232년)에는 오스티아의 주교로 서임되었다. 1244년(또는 1240년)에는 추기경단 단장이 되었다. 1254년 교황 인노첸시오 4세가 선종한 후 1254년 12월 12일 나폴리에서 교황으로 선출되었다.
알렉산데르 4세는 전임자인 인노첸시오 4세의 정책을 이어받아 호엔슈타우펜 왕조의 일족인 콘라딘의 후견인을 자처하여 그를 보호하겠다고 약속했으나, 3주 만에 마음을 돌려 콘라딘의 삼촌 만프레디에 강하게 반대하며 그에 대항할 음모를 꾸몄다. 알렉산데르 4세는 만프레디파에 성사 참여 금지를 내려 파문하겠다고 위협했으나 효과가 없었다. 그는 잉글랜드의 왕이나 노르웨이의 왕에게 호엔슈타우펜에 맞설 십자군을 모집하지도 못했다. 로마에서는 구엘프-기벨린 투쟁이 벌어져 교황이 비테르보로 피신하여 1261년 선종할 때까지 그곳에 머물러야만 했다. 그의 시신은 비테르보 대성당에 안장되었으나, 16세기에 보수 공사를 하던 중에 훼손되었다.
알렉산데르 4세의 치세의 주요 특징들을 열거하자면 가톨릭교회와 동방 정교회의 재일치 노력, 프랑스에 종교재판소 설치, 탁발수도회에 대한 호의, 1259년 제2차 폴란드 침공이 있은 후 타타르족에 대항하기 위한 십자군 조직 시도 등을 들 수 있다.
1255년 9월 26일 알렉산데르 4세는 클라라회의 창립자인 아시시의 클라라를 시성하였다. 또한 그는 1255년 10월 29일 교황 칙서 《Benigna Operatio》를 공표하여 아시시의 프란치스코가 받은 성흔의 진실성을 인정하였다.
또한 교황은 1258년 9월 27일 칙서 《Quod super》를 반포하여 이단심문관들은 오직 이단과 관련된 문제만 다루어야 하며, 마법을 부렸다고 고발된 이들은 이단심문관이 아닌 행정당국에서 조사해 처리하도록 했다.
1254년 5월 14일 인노첸시오 4세는 죽음을 앞두고 며칠 전에 잉글랜드 왕 헨리 3세의 차남인 에드먼드에게 교황의 영지인 시칠리아의 소유권을 부여하였다. 알렉산데르 4세는 1255년 5월 13일 이러한 결정을 확인했으며, 그 대가로 135,541마르크를 받아 시칠리아에서 만프레디를 축출하기 위해 들인 비용을 변상할 수 있었을 뿐만 아니라 매년 2천 온스의 금화를 받고 3개월이라는 기간 동안 300명의 기사를 고용하기로 하였다. 알렉산데르 4세의 요구에 부응하기 위해 필요한 돈을 지불하기 위해 헨리 3세는 신민들에게 세금을 내도록 요청했으나 성공하지 못함으로써 왕과 의회 사이에 갈등이 빚어져 결국 이것이 원인 중 하나가 되어 제2차 남작 전쟁이 발발하였다. 1261년 4월 12일 알렉산데르 4세는 선종하기 며칠 전에 헨리 3세를 도와 그가 옥스퍼드 조례를 승인하지 않아도 된다는 교황 칙서를 공표하였다.

## 같이 보기
- 교황 목록
- 아인잘루트 전투